# Dåfjorden
Dåfjorden är en fjord på ön Stord på gränsen mellan Stord och Fitjar i Hordaland, Norge. Fjorden är delad i två, en del går rätt syd och en rätt nord, och från nord till syd är fjorden runt 6 km lång. Den sydligaste delen är på en karta markerad som Södra Dåfjorden.
Inloppet är emellertid från väst och mitt i inloppet ligger två öar, Straumholmen och lilla Sjøbuholmen. Inloppet till fjorden är därför genom två små sund med en bredd på 15 meter. På grund av det trånga inloppet har fjorden några gånger fryst till is om vintern. Den nordligaste delen av fjorden ligger längs gränsen mellan Fitkar och Stord medan den sydligaste delen ligger i Stord. Över fjorden finns en vägbro.